# Blohm & Voss BV 144
Blohm & Voss BV 144 byl německý dopravní letoun vyvinutý na objednávku přepravní společnosti Deutsche Lufthansa v průběhu druhé světové války. Stavba prototypu se uskutečnila ve Francii v továrnách firmy Breguet.

## Vznik a vývoj
V roce 1940 navrhla německá konstrukční kancelář Blohm und Voss na objednávku přepravní společnosti Deutsche Lufthansa dopravní letoun pro krátké a středně dlouhé tratě. Deutsche Lufthansa chtěla nový typ letadla využít po skončení druhé světové války, tou dobou se totiž vyvíjel konflikt pro nacistické Německo příznivě. BV 144 byl celokovový jednoplošník poháněný dvěma pístovými motory BMW 801A. Unikátním prvkem tohoto stroje bylo křídlo s proměnlivým úhlem náběhu, elektromechanické zařízení dovolovalo nastavit úhel až do hodnoty 9°. Posádka se skládala ze 3 osob, počet cestujících činil 18–23.
Po obsazení Francie německými vojsky bylo rozhodnuto uskutečnit stavbu dvou prototypů v továrnách firmy Breguet. První prototyp BV 144 V1 vykonal první let v srpnu 1944. Tou dobou byli Němci nuceni stáhnout se z Francie a projekt padl do rukou Francouzům. Ti funkční prototyp opatřili vlastními výsostnými znaky, ale v projektu nepokračovali.

## Specifikace
Zdroje:

### Technické údaje
- Posádka: 3
- Kapacita: 18–23 cestujících
- Rozpětí: 27 m
- Délka: 21,8 m
- Výška: 4,75 m
- Nosná plocha: 88 m²
- Prázdná hmotnost: 7 900 kg
- Max. vzletová hmotnost: 13 000 kg
- Pohonná jednotka: 2 × 18válcový vzduchem chlazený dvouhvězdicový motor BMW 801A (1 538 k každý)
  - třílisté vrtule

### Výkony
- Maximální rychlost: 470 km/h
- Dostup: 9 100 m
- Dolet: 1 550 km